# Karl Matthias Schmidt
Karl Matthias Schmidt (* 1970) ist ein deutscher römisch-katholischer Theologe und Neutestamentler.

## Leben
Nach einer Banklehre studierte er Theologie und Germanistik in Frankfurt am Main und Tübingen. Nach der Dissertation 2003 in München, die von Hans-Josef Klauck betreut wurde, und der Habilitation 2009 in Freiburg im Üechtland lehrt er seit 2011 als Professor für Bibelwissenschaft mit dem Schwerpunkt Neutestamentliche Exegese an der Justus-Liebig-Universität Gießen.
Seine Forschungs- und Interessenschwerpunkte sind frühchristliche Erzählwerke (v. a. Markusevangelium und Apostelgeschichte) und Pseudepigraphie im Neuen Testament.

## Publikationen (Auswahl)
- Mahnung und Erinnerung im Maskenspiel. Epistolographie, Rhetorik und Narrativik der pseudepigraphen Petrusbriefe. Herder: Freiburg i. Br. u. a. 2003, ISBN 3-451-28184-8 (Dissertation).
- Wege des Heils. Erzählstrukturen und Rezeptionskontexte des Markusevangeliums. Vandenhoeck & Ruprecht: Göttingen 2010, ISBN 978-3-525-53395-6 (Habilitationsschrift).
- mit Max Küchler (Hrsg.): Texte – Fakten – Artefakte. Beiträge zur Bedeutung der Archäologie für die neutestamentliche Forschung. Vandenhoeck & Ruprecht: Fribourg/Göttingen 2006, ISBN 978-3-525-53962-0
- mit Markus Lau und Thomas Schumacher (Hrsg.): Sprachbilder und Bildsprache. Studien zur Kontextualisierung biblischer Texte. Vandenhoeck & Ruprecht: Göttingen 2019, ISBN 978-3-525-51698-0
- mit Wolfgang Grünstäudl (Hrsg.): Die Datierung neutestamentlicher Pseudepigraphen. Herausforderungen und neuere Lösungsansätze. Mohr Siebeck: Tübingen 2021, ISBN 978-3-16-160233-7